# Kapuvári Gazdasági Vasút
A Kapuvár Gazdasági Vasút a MÁV menetrendkönyvben 350a és 350b számmal jelzett 760 mm nyomközű vasút volt.

## Történet
A kisvasút építési engedélyét báró Berg Gusztáv javaslatára 1880. március 30-án adta meg a Közmunka és Közlekedési Minisztérium, amit aztán a Kapuvár vasútállomás – Öntésmajor közötti 9 km hosszú 750 mm nyomtávú lóvasúti pálya megépítése követett, amiből leágazások épültek a várkastély udvarára, Belmajorba és Indiamajorba. 1895-ben megépült a Földvármajor, 1901-ben meg a Kistölgyfamajort bekötő szakasz. 1895-ben Berg Gusztáv hengermalmot épített Kapuvárra, és az üzemet is bekapcsolta a kisvasút hálózatba.
Báró Berg halála után 1910-ben Esterházy Miklós ismét házi kezelésbe vonta a kapuvári uradalmat, és folytatta a példaértékű vonalbővítést. Még ezt megelőzően 1905-ben a csapodi intézőség területén Endrédújmajor (ma: Fertőendréd vasútállomás környéke) és Göbösmajor között 760 mm nyomtávú, gőzüzemű vasutat létesített. Az építést folytatva a GYSEV vasútvonal alatt átbújtatva Rábarétig készült el a bővítés. Az 1910-es évek elején Rábarétet összekötötték Földvármajorral, valamint a régi Berg-féle pályát 760 mm-esre átépítve megteremtődött az összeköttetés. A Hanság-főcsatorna elkészülte után jelentősen megnőtt a művelhető terület, a közlekedési gondok azonban nem oldódtak meg. A kibontakozás első láncszeme az 1897-ben üzembe helyezett Fertővidéki HÉV, a mekszikópusztai (ma: Fertőújlak) állomással és a majorba vezető 3,3 km-es vontatóvágány volt. 1911-ben döntés született arról, hogy a vallai (ma: Wallern im Burgenland, Ausztria) tőzegbányától a petőházi cukorgyárig illetve az eszterházai vasútállomásig gazdasági vasút létesüljön. Célja a répatermesztés elindítása ezen a területen is, továbbá a tőzeg kitermelése és elszállítása, a szántóföldi termelés kiterjesztése volt. Elsőként a Petőháza-Eszterháza (ma: Fertőd) és a pomogyi út menti szakasz épült meg, ezt követte 1914–1916-ban mekszikópusztai vasútállomásig terjedő vonalrész elkészülte. A vágányok 9,3 kg/fm-es sínekből készültek, a későbbiekben Tőzeggyármajorig. A burgenlandi szakaszon 600 mm-es nyomtávú volt a pálya, így itt 3 sínszálat használtak, az egyik közös volt. Trianon után a burgenlandi rész különvált, de a vallai tőzegbányában még tovább folyt a termelés.
1922-ben létesült az Öntésmajor-Csallános, 1926-ban pedig a Rábarét-Gémesmajor közötti szakasz. 1924-ben vásároltak két Orenstein & Koppel gőzmozdonyt, melyek csak az erősebb Tőzeggyár-Petőháza szakaszon közlekedhettek, és csak a répaszezonban használták őket. 1929-ben megépült az eszterházai vasútállomásig (ma: a fertőszentmiklósi vasútállomás) vezető pálya. 1930 táján a vasúti pályák hossza elérte a 80,6 km-t.
Az első motoros mozdony egy lóréra szerelt Daimler motor volt, házilagos szereléssel. 1916-ban Magomobil egyhengeres benzinmotort szereltek lóré alvázra, ami kiválóan üzemelt a II. világháborúig. Az 1920-as évek végén vásároltak 4 db Austro-Daimler típusú benzinüzemű mozdonyt és ezek intézőségekre elosztva üzemeltek. 1941-ben vásároltak 4 db. Orenstein & Koppel gázolaj üzemű mozdonyt, melyek a kapuvári és öntésmajori intézőségekhez kerültek.
1945 előtt csak kéttengelyes tehervagonokat vásárolt az uradalom, a munkások és iskolások szállítására pedig két lórét alakítottak át fedetté. A hercegi személyzet, családtagjaik és iskolásaik szállítására csak lóvontatást használtak. A hercegség közüzemet nem vállalt. A II. világháború kezdetén épült az 5,6 km hosszú Gémesmajor-Feketebokor közötti pálya 9,3 kg/fm-es sínekből. Ekkor érte el a gazdasági vasút a legnagyobb, 85,87 km-es hosszát.
A forgalom is növekedett: 1923-tól a kapuvári húsgyár, 1934-től a kendergyár adott jelentős szállítási feladatot. A répaszállítással párhuzamosan a répaszelet visszaszállítása is feladatot biztosított. A majorokból a kiváló minőségű tejet is a kisvasúton szállították az endrédújmajori sajtgyárba.
1949-ben elbontották a tőzeggyári út – pomogyi út menti szakaszt Nyárasmajorig, a mexikói leágazást, valamint az Endrédújmajor-Rábarét szakaszt.
1949-ben felújították a pályákat, és december 20-án engedélyezték a Kapuvár-Kistölgyfa közötti közforgalom megindítását. A személyszállítást két E-sorozatú kocsival kezdték meg, melyeket teherkocsikból alakítottak át. A vonóeszköz az Orenstein & Koppel motormozdony volt. 1949. december 21-én, Sztálin 70. születésnapján ünnepélyesen nyitották meg a vonalat, különjáratokkal az erre az alkalomra elkészült "70-es kitérő"-ig. Ugyanezen évben már a répaszállítás is megindult. Két pályamesteri szakaszt szerveztek, Kapuváron és Fertődön. 1950-ben már a vasúti menetrendben is szerepeltek a G.V. járatai a 350-es mezőben. A már említett szállítások mellé bekapcsolódott a kendergyár személy- és teherszállítása, a Fertődi és Kistölgyfamajori Állami Gazdaságok személy, állat, műtrágya, építőanyag szállítása, a kapuvári, később a fertődi TÜZÉP anyagforgalma. Az akkor népes majorok diákjai, ügyintéző utasai pedig a személyszállítást éltették.
1950-ben az induló cellulózprogram keretében rendbe tették a Mekszikó-Nyárasmajor szakaszt, és megkezdték a nádszállítást Petőházára, majd Fertőszentmiklósra. Mekszikónál visszaépítették a nagyvasút-kisvasút kereszteződést, melyet 1947-ben szedtek fel. Közben a feleslegessé váló szakaszokat több helyen felbontották. A személyszállítás bővülése miatt 1951-től új Bak-kocsikat is vásároltak, részben a megszüntetett alföldi kisvasutaktól.
A vontatásban megjelentek a Hoffer gyártmányú mozdonyok, majd a Magomobil kéthengeres, benzinüzemű mozdony. A gőzmozdonyok a gyenge sínek, a kis sugarú ívek valamint a vízvételi lehetőség hiánya miatt ezen a szakaszon nem váltak be. A két gőzöst 1956-ban elszállították a kisvasútról. 1953 végére megérkeztek a 4 hengeres Csepel motorral felszerelt C50-es mozdonyok, melyek az utolsó üzemnapig megbízhatóan szolgálták a forgalmat. Egy 1953-as kormányhatározat alapján megindult a vasút fejlesztése. Új pályát építettek a kendergyárhoz, felújították a Kapuvár és Osli közötti pályát, új betonhidak épültek a Kis-Rábán, a Répcén és az Ikván. 1959-re már Miklósmajorig elkészült az új pálya. 1962-re végeztek a Tőzeggyár-Fertőszentmiklós közötti vágányfelújítással. 1963-ban elkészült a Kistölgyfa – Földvármajor – Gémesmajor szakasz, 1964-re pedig a Nyárasmajor-Lászlómajor szakasz.
1967-től a nádgazdaság közútra helyezte a szállítást, e miatt több vonalszakaszt felszedtek. 1970-ben még megépült egy 7,7 km-es erdőgazdasági tulajdonú pálya Miklósmajor felett, de a 70-es évek közepén felgyorsult a bontás. 1972-ben megszüntették a Földvár-Rábarét-Gémesmajor vonalat, valamint a fertőszentmiklósi vasútállomásra vezető vágányokat is elbontották.
A kisvasút leépítésének idején a kapuvári lokálpatrióták a 70-es kitérő és Öntésmajor között úttörővasútként, idegenforgalmi céllal, kísérleti jelleggel meghagyni kérték a pályát, két mozdony és négy személykocsi átadását kérték. Ez természetesen pénzügyi okok miatt nem valósult meg.
1978. december 31-én közlekedett utoljára szerelvény a kisvasúton.
A kisvasút emlékeivel ma is találkozhatunk: sínszálak maradtak meg a kapuvári temető mellett, illetve Tőzeggyármajor és Nyárliget között, továbbá megmaradt a kapuvári Kis-Rába híd a temető mellett, a kis -és Nagy-Répce hídja Kapuvár és Tőzeggyármajor között, szintén itt található az egykori Éger elágazás megálló-rakodóhely felújított épülete, valamint ma is látható az egykori kapuvári GV-állomás épülete a nagyállomással szemben. A járművek közül egy Bak kocsi ma a Nagycenki Széchenyi Múzeumvasúton szolgál, egy pedig kiállításra került a GV 3764-es számú C50-es mozdonnyal és néhány tehervagonnal az öntésmajori Hanság Élővilága Kiállítás udvarán. A kisvasúton szolgált 3737, 3739 és 3756-os számú C50-esek ma a Szob–Nagybörzsöny erdei vasúton teljesítenek szolgálatot. 

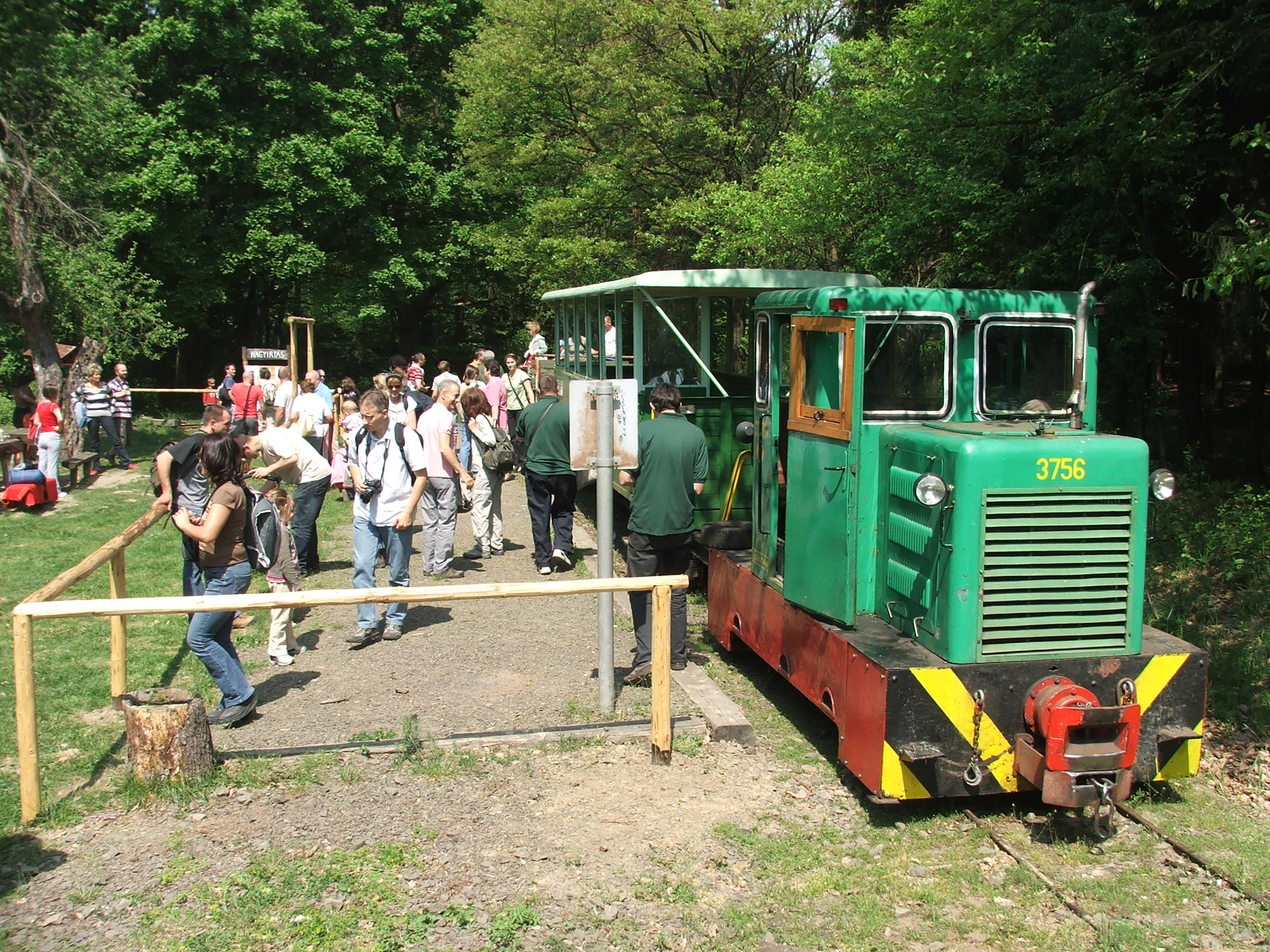
A C50 3756 a Szob–Nagybörzsöny erdei vasúton

A kapuvári városházán fényképkiállítás található a kisvasútról.
Az utóbbi időben felmerült egy a kapuvári Flóra Termálfürdőt Öntésmajorral összekötő új kisvasút megépítése, de ez egyelőre még csak terv maradt.

## Egykori járművek
A vasúton 1953-tól javarészt C–50-es mozdonyok teljesítették a vontatási feladatokat: GV 3702, 3756, 3763. Ezekből 1963-ban 8 db állt rendelkezésre.

## Érdekesség
Ez volt Magyarország első gazdasági vasútja.

## Egyéb
1971-ben A Hanyi vonat címmel (Rendező: Korompai Márton, Szerkesztő: Rockenbauer Pál) filmet készítettek a kisvasútról, a Magyarország kisvasútjai című dokumentumfilm-sorozat részeként.

## Külső hivatkozások
- A kisvasút története
- Képek a kisvasútról
- A Hanyi vonat című film
- Nagy János: A Kapuvári Gazdasági Vasút. A "Hanyi Vasút"; szerzői, Kapuvár, 2010